# Kabaret Dudek
Kabaret „Dudek” – kabaret założony i kierowany przez cały czas istnienia przez Edwarda Dziewońskiego. Zainaugurował działalność w styczniu 1965. Przedstawienia kabaretu odbywały się w kawiarni „Nowy Świat” przy ulicy Nowy Świat 63 w Warszawie.
W ciągu 10 lat działalności kabaretu odbyło się około 1000 przedstawień, na które złożyło się blisko 200 skeczy, monologów i piosenek kilkudziesięciu kompozytorów i autorów.
Po oficjalnym zakończeniu działalności w 1975, kabaret odbywał sporadyczne występy np. dla potrzeb telewizji. W 1987 Edward Dziewoński spróbował reanimować działalność Kabaretu w nieco zmienionej formule i z obsadą rozszerzoną o aktorów młodszej generacji. Jednak ta próba nie była dla niego satysfakcjonująca, co było jedną z przyczyn podjęcia decyzji o definitywnym zakończeniu działalności Kabaretu Dudek dwa lata później.

## Programy
- Spotkajmy się na Nowym Świecie - premiera 13 stycznia 1965
- Nowy wspaniały świat – 13 listopada 1965
- Playboyland – 24 stycznia 1967
- Kto się boi Marii Konopnickiej – 13 stycznia 1968
- Naokoło czterech Dudków – 13 marca 1969
- Dudek contra Fantomas – 13 marca 1970
- 7 – czyli do tego doszło – 13 marca 1972
- Gołoledź – 13 października 1973
- Każdego dnia trochę inaczej – 23 października 1974
- Po 13 latach, czyli DUDEK wiecznie żywy – 13 listopada 1987

## Zespół

### Wykonawcy
Pięcioro aktorów tworzyło grupę gwiazd, która była filarem kabaretu i najsilniej jest z nim utożsamiana:
- Irena Kwiatkowska
- Edward Dziewoński
- Wiesław Gołas
- Jan Kobuszewski
- Wiesław Michnikowski

Obsada poszczególnych programów (poza wymienionymi powyżej):
| - Anita Dymszówna - Adrianna Godlewska - Irena Karel - Barbara Krafftówna - Mirosława Krajewska - Justyna Kreczmarowa | - Halina Kunicka - Teresa Lipowska - Małgorzata Niemirska - Anna Prucnal - Barbara Rylska - Anna Seniuk | - Ewa Wiśniewska - Magdalena Zawadzka - Jolanta Zykun - Bogdan Baer - Damian Damięcki - Andrzej Fedorowicz | - Wieńczysław Gliński - Bogumił Kobiela - Zdzisław Leśniak - Bronisław Pawlik - Wojciech Pokora - Janusz Gajos - Agnieszka Kotulanka - Grażyna Barszczewska - Marta Lipińska - Krzysztof Kowalewski |

### Autorzy tekstów i muzyki

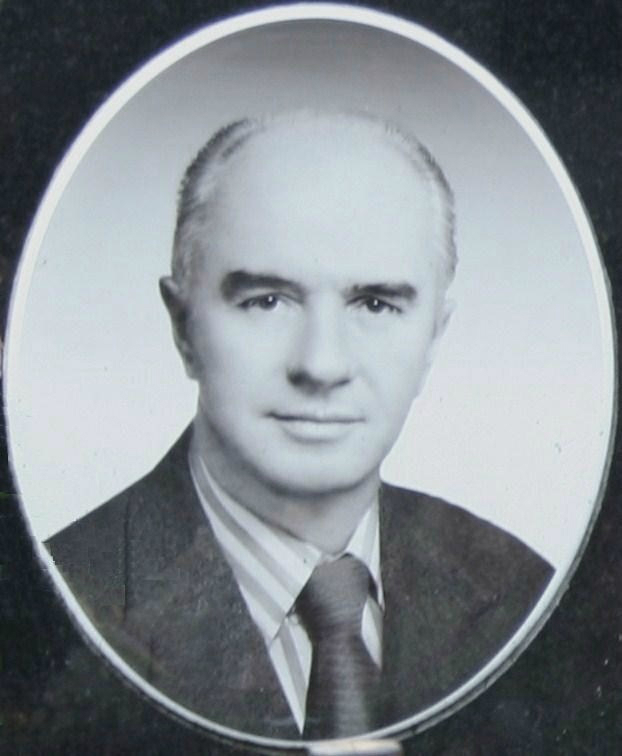
Edward Dziewoński, założyciel kabaretu

Wojciech Młynarski został zaproszony do współpracy przez Dziewońskiego już w momencie organizowania Dudka pod koniec 1964. Był wtedy laureatem m.in. nagrody na opolskim festiwalu piosenki, ale jak sam podkreśla, w tym kabarecie nauczył się pisania dla konkretnych wykonawców, a jego talent mógł w pełni się rozwinąć. Stanisław Tym rozpoczynając współpracę z Dudkiem był jednym z bardziej wziętych autorów STS-u, z Jerzym Dobrowolskim pisał dla kabaretu Owca.
Młynarski i Tym otwierają listę autorów, których teksty były najczęściej prezentowane. Publiczność często bawiły także numery autorstwa Andrzeja Bianusza i Andrzeja Waligórskiego.
W trakcie programów aktorom akompaniowali pianiści Juliusz Borzym (często na organach; od drugiego programu), Eugeniusz Majchrzak, Tadeusz Suchocki i gitarzysta Jan Czekalla (od trzeciego programu).
Autorzy:
| - Agnieszka Osiecka - Stefania Grodzieńska - Jerzy Dobrowolski - Ryszard Marek Groński - Marian Hemar - Andrzej Jarecki - Jerzy Jurandot - Świętopełk Karpiński | - Jonasz Kofta - Bolesław Kielski - Eryk Lipiński - Janusz Minkiewicz - Sławomir Mrożek - Daniel Passent - Jeremi Przybora - Andrzej Rumian | - Antoni Słonimski - Julian Tuwim - Konrad Tom - Artur Tur - Zenon Wiktorczyk - Andrzej Włast - Maciej Zembaty |

Kompozytorzy:
| - Jerzy Abratowski - Juliusz Borzym - Roman Orłow - Jerzy Petersburski - Tadeusz Suchocki - Jacek Szczygieł | - Władysław Szpilman - Jerzy Wasowski - Wilson - Andrzej Zieliński - Jan Sebastian Bach - Fryderyk Chopin |

### Sprawy techniczne i administracyjne
Logo kabaretu i projekty kabaretowych dokumentów (afisze, bilety, zaproszenia itp.) przygotowywał Eryk Lipiński. Maria Lipińska i Alicja Wirth projektowały scenografię przedstawień i kostiumy dla aktorów.
Inspicjentem kabaretu był Krzysztof Chmielowski. Obsługę techniczną przedstawień w salce na Nowym Świecie stanowili: oświetleniowiec Ryszard Hryniewicz, akustycy Bohdan Kryspin, Wojciech Nowak i Jerzy Steger.
Oficjalny impresariat państwowy nad działalnością kabaretu sprawował warszawski oddział Zjednoczenia Przedsiębiorstw Rozrywkowych "Estrada", a w nim nad sprawami Dudka czuwała Halina Studzińska.

## Najbardziej znane

### Skecze
| Tytuł                                       | Autor                                 | Wykonawcy                                                           |
| ------------------------------------------- | ------------------------------------- | ------------------------------------------------------------------- |
| Sęk                                         | Konrad Tom                            | E. Dziewoński, W. Michnikowski                                      |
| Ucz się, Jasiu                              | Stanisław Tym                         | J. Kobuszewski, W. Gołas, W. Michnikowski                           |
| Karolkowa                                   | Andrzej Bianusz, Stanisław Tym        | W. Gołas, W. Michnikowski                                           |
| Przyjęcie                                   | Eryk Lipiński                         | I. Kwiatkowska, M. Krajewska, J. Kobuszewski, W. Michnikowski       |
| Wyskocz pan                                 | Jeremi Przybora                       | I. Kwiatkowska, W. Gołas, J. Kobuszewski, W. Michnikowski           |
| Climy                                       | Stanisław Tym                         | B. Kobiela, I. Kwiatkowska, J. Kobuszewski, W. Gołas, E. Dziewoński |
| Co tam i co tu                              | Stanisław Tym                         | E. Dziewoński, B. Kobiela                                           |
| Duet fortepianowy Kikut i Bezpalczyk        | Andrzej Bianusz                       | J. Kobuszewski, E. Dziewoński                                       |
| Duży sęk                                    | Stanisław Tym                         | E. Dziewoński, B. Pawlik                                            |
| Dwie kolejki                                | Stanisław Tym                         | Zespół                                                              |
| Fantomas contra Dudek                       | Stanisław Tym                         | A. Fedorowicz, E. Dziewoński                                        |
| Kompromitacja wieszcza                      | Andrzej Waligórski                    | E. Dziewoński, W. Pokora                                            |
| Króla Błystka z Koszałkiem Opałkiem dyskurs | Andrzej Waligórski, Aleksander Fredro | E. Dziewoński, B. Pawlik                                            |
| Kto się boi Marii Konopnickiej              | Stanisław Tym                         | T. Lipowska, B. Baer, B. Pawlik, J. Kobuszewski                     |
| Na wyrębie                                  | Stanisław Tym                         | J. Kobuszewski, B. Pawlik                                           |
| Nasz Robinson                               | Jerzy Pomianowski, Ilf i Pietrow      | E. Dziewoński, J. Kobuszewski                                       |
| Ogórki małosolne                            | Wojciech Młynarski                    | E. Dziewoński, J. Kobuszewski                                       |
| Półpanek                                    | Andrzej Jarecki                       | E. Dziewoński, W. Gliński                                           |
| Przed sądem                                 | Julian Tuwim                          | J. Gajos, J. Kobuszewski, W. Michnikowski                           |

### Monologi
| Tytuł                      | Autor                   | Wykonawca              |
| -------------------------- | ----------------------- | ---------------------- |
| Dwanaście butelek          | oprac. Bolesław Kielski | E. Dziewoński          |
| Ciąg logiczny              | Andrzej Waligórski      | E. Dziewoński          |
| Dobrze, że jesteś          | Stanisław Tym           | W. Gołas               |
| Upupa epops                | Aleksander Antoniewicz  | E. Dziewoński i Zespół |
| Kronika kulturalna         | Jerzy Jurandot          | W. Gołas               |
| Latarnik                   | Wojciech Młynarski      | E. Dziewoński          |
| Pieprzna ballada           | Wojciech Młynarski      | E. Dziewoński          |
| Pisać, pisać, pisać        | Stanisław Tym           | J. Kobuszewski         |
| Przedziwne zdarzenie       | Andrzej Rumian          | J. Kobuszewski         |
| Wynurzenia jednego takiego | Stanisław Dejczer       | E. Dziewoński          |

### Piosenki
| Tytuł                      | Autorzy                                   | Wykonawca                                           |
| -------------------------- | ----------------------------------------- | --------------------------------------------------- |
| A wójta się nie bójta      | słowa W. Młynarski, muzyka A. Zieliński   | J. Kobuszewski                                      |
| Aria ze śmiechem           | słowa W. Młynarski, muzyka J. Wasowski    | W. Gołas                                            |
| Artysto, czy ci nie żal    | słowa A. Bianusz, muzyka St. Moniuszko    | Zespół                                              |
| Ballada o dzikim zachodzie | słowa W. Młynarski, muzyka T. Suchocki    | W. Gołas i J. Kobuszewski                           |
| Bawmy się!                 | słowa W. Młynarski, muzyka J. Wasowski    | E. Dziewoński                                       |
| Coquelicot                 | słowa M. Hemar                            | E. Wiśniewska                                       |
| Czas miłości               | słowa W. Młynarski, muzyka J. Wasowski    | B. Rylska                                           |
| Garden party lady Marty    | słowa J. Przybora, muzyka J. Wasowski     | I. Kwiatkowska                                      |
| Ladies and Gentelmen       | słowa W. Młynarski, muzyka J. Borzym      | Zespół                                              |
| Korespondencja z nieba     | słowa M. Zembaty, melodia oryg.           | J. Kobuszewski, W. Gołas, E. Dziewoński, B. Kobiela |
| Krzyżówka                  | słowa i muzyka M. Hemar                   | I. Kwiatkowska                                      |
| Małpa                      | słowa A. Bianusz, muzyka Rembowski        | J. Kobuszewski                                      |
| Mija mi                    | słowa W. Młynarski, muzyka Wilson         | W. Gołas                                            |
| Po co babcię denerwować    | słowa W. Młynarski, muzyka F. Leszczyńska | A. Dymszówna, A. Seniuk                             |
| Po kompocie                | słowa J. Przybora, muzyka J. Wasowski     | E. Dziewoński                                       |
| Pięciu panów               | słowa L. Górski, muzyka J. Borzym         | W. Gliński                                          |
| Piosenka niekochającego    | słowa R.M. Groński, muzyka oryginalna     | Jan Kobuszewski                                     |
| Piosenka o Maryni          | słowa W. Młynarski, muzyka T. Suchocki    | E. Dziewoński, W. Gołas, J. Kobuszewski, B. Pawlik  |
| Przyjdzie walec i wyrówna  | słowa W. Młynarski, muzyka J. Wasowski    |                                                     |
| Sierotka                   | słowa A. Jarecki, muzyka A. Kurylewicz    | B. Baer                                             |
| Spotkanie z Galileuszem    | słowa J. Jurandot, muzyka J. Wasowski     | E. Dziewoński                                       |
| Story                      | słowa J. Kofta, muzyka S. Dembowski       | W. Gliński                                          |
| Tupot białych mew          | słowa W. Młynarski                        | W. Gołas                                            |
| W co się bawić             | słowa W. Młynarski, muzyka J. Wasowski    | W. Gołas                                            |
| W Polskę idziemy           | słowa W. Młynarski, muzyka J. Wasowski    | W. Gołas                                            |
| Zagadnienie krasnoludków   | słowa M. Zembaty, muzyka J. Borzym        | B. Pawlik                                           |

## Upamiętnienie

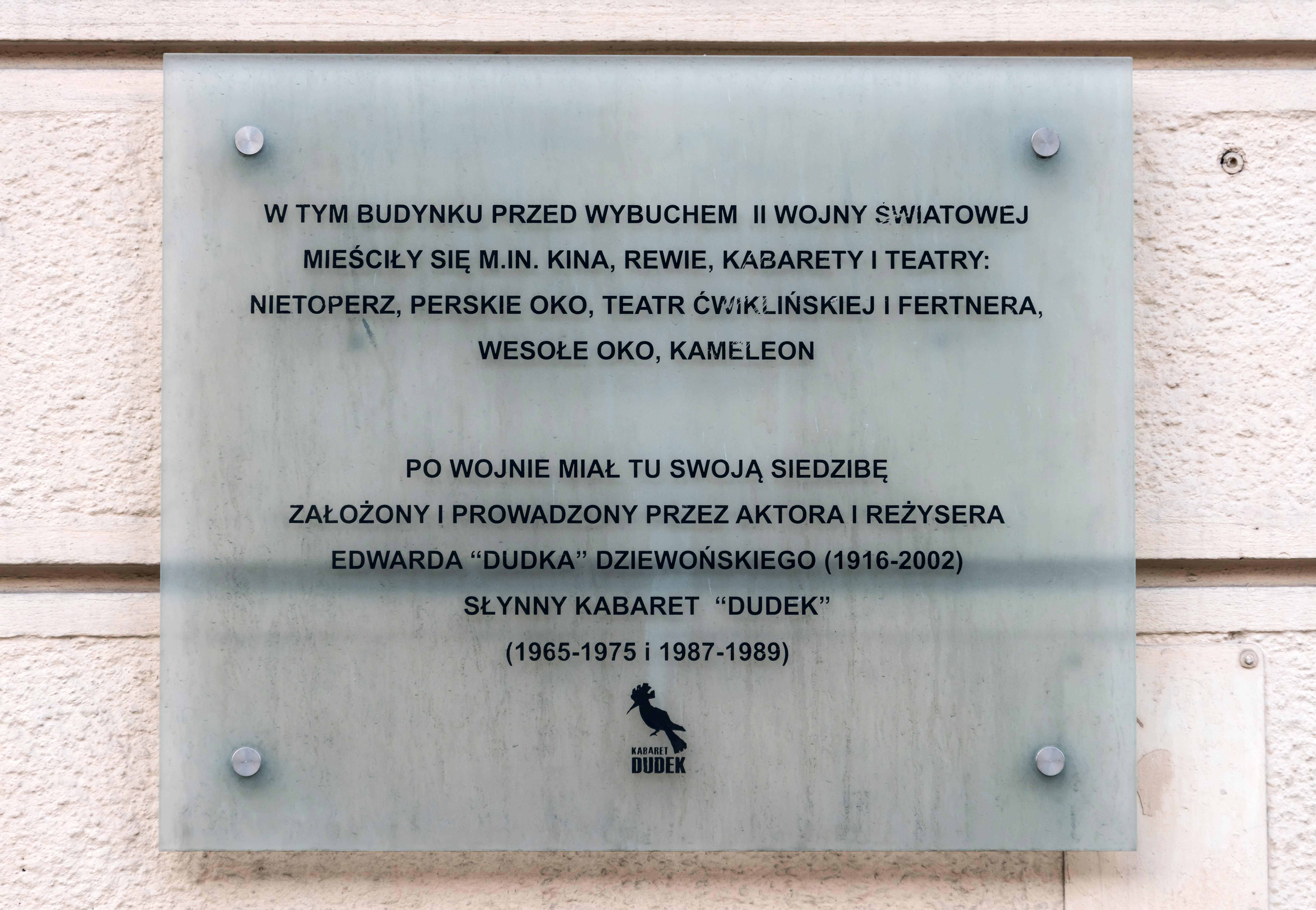
Tablica pamiątkowa na budynku przy ul. Nowy Świat 63

- W 2013 na fasadzie budynku przy ul. Nowy Świat 63, w którym odbywały się przedstawienia kabaretu, odsłonięto tablicę pamiątkową[13].

## Inne informacje
- Kawiarnia "Nowy Świat" została zamknięta w 2008. Budynek - własność miasta - jest od listopada 2009 siedzibą Centrum Kultury Nowy Wspaniały Świat[14], a od 2016 roku - Nowego Świata Muzyki[15]. Memorabilia (czyli rzeczy wiekopomne, godne zapamiętania) po Dudku, które wcześniej zdobiły wejście do kawiarni, nie powróciły.
- Napis Upupa epops, który wisiał nad sceną w trakcie przedstawień, to łacińska nazwa dudka.
- Przedstawienia kabaretu odbywały się kilka razy w tygodniu, np. w środy, soboty i niedziele. Zawsze późnym wieczorem, ponieważ występujący aktorzy docierali do kabaretu po skończeniu spektakli w macierzystych teatrach.
- Spotkamy się na Nowym Świecie, piosenka śpiewana przez zespół na zakończenie kabaretu, była wcześniej śpiewana przez Ludwika Sempolińskiego. W ostatnim programie (13 stycznia 1975) słowa refrenu zostały zmienione na Spotkamy się na tamtym świecie.
- Kabaret często podróżował po świecie, dając występy dla Polonii. M.in. program Playboyland powstał po tournée Dudka po USA, w którym kabaretowi towarzyszyła Anna Prucnal.
- Zostały wydane dwie wersje audio ostatniego programu. Jedna na 2 kasetach Wifonu, około 1977 roku, gdzie np. skecz Na wyrębie dzieje się w 1968 roku. Druga na 3 kasetach Polskich Nagrań, wydana w 1992 roku (z materiałów zarejestrowanych w grudniu 1974 i w styczniu 1975), gdzie skecz Na wyrębie dzieje się w 1975 roku i jest uwspółcześniony. Pozostałe skecze też nie są takie same, np. Przyjdzie walec i wyrówna Wojciecha Młynarskiego ma dłuższy wstęp w wersji Polskich Nagrań.
- W 1986 firma ITI zorganizowała i później wydała na wideo revival kabaretu.
- W komedii Jerzego Ziarnika z 1973 roku Niebieskie jak Morze Czarne zaprezentowanych jest kilka numerów Kabaretu: piosenki W Polskę idziemy i Tajemnice wiary mej oraz monolog Rozum, związanych tematycznie z akcją filmu. Film opowiada o wycieczce zagranicznej grupy dyrektorów - wykorzystane numery Dudka poruszają problematykę alkoholową i rolę szefa. Na ekranie pojawiają się członkowie i muzycy Dudka, którzy wykonywali te numery w kabarecie, z jedną tragiczną zmianą spowodowaną śmiercią Bogumiła Kobieli – "jego" zwrotkę Tajemnic... śpiewa Dziewoński.
- Jerzy Ziarnik w 1967 r. zrealizował film dokumentalny Co to jest "Dudek"?[16], przedstawiający od kulis powstawanie programu Playboyland: nocne próby, zabiegi administracyjne Dziewońskiego o sprzęt nagłośnieniowy i rekwizyty oraz sondę uliczną, w której przechodniom stawiano tytułowe pytanie.
- Aktorzy kabaretu po raz pierwszy pracowali z Ziarnikiem w 1966 r. przy jego filmie krótkometrażowym Nowy pracownik (na ekranie Damięcki, Dziewoński, Gołas, Kobiela, Zawadzka), a następnie przy jego rozszerzonej wersji Nowy[17] (1969; na ekranie również Prucnal, Kobuszewski, Pawlik, Baer), przedstawiających w komediowy sposób proces adaptacji robotnika w pierwszym w życiu zakładzie pracy. Niektóre postaci (i aktorzy: Dziewoński, Pawlik, Gołas, Kobuszewski, Baer) z Nowego pojawiły się także w następnej fabule Ziarnika pt. Kłopotliwy gość[18] (1971).